# Józef Prower
Józef Prower (ur. 1917, zm. 1976) – duchowny Zjednoczonego Kościoła Ewangelicznego (ZKE), muzyk, tłumacz, wydawca literatury religijnej, kaznodzieja i działacz wolnych chrześcijan.

## Życiorys
Urodził się 19 maja 1917 roku w Wiedniu. Po ukończeniu Konserwatorium Muzycznego w Katowicach wyjechał na fundowane przez wojewodę śląskiego stypendium do Anglii. Tu zapoznał się z nauką braci plymuckich. Podczas II wojny światowej zgłosił się jako ochotnik do Polskich Sił Zbrojnych na Zachodzie. Służył jako tłumacz sztabowy.
W 1946 roku wrócił do Polski, zamieszkał w Bielsku-Białej. Pracował jako nauczyciel muzyki, a ponadto był kaznodzieją wolnych chrześcijan. W 1948 roku ożenił się z Anną Mrózek, nauczycielką muzyki i podjął pracę w szkole muzycznej w Chorzowie. Przez pewien okres pracował w Państwowej Filharmonii Śląskiej w Katowicach. Grał utwory na skrzypce, spośród kompozytorów najwyżej cenił Bacha.
4 czerwca 1948 roku UB założyło na niego oraz jego teściowi Józefowi Mrózkowi sprawę agenturalnego rozpoznania pod kryptonimem „Wierny”.
We wrześniu 1950 roku w ramach ogólnopolskiej akcji aresztowania duchownych ZKE został uwięziony przez Urząd Bezpieczeństwa. Po 1956 roku zaangażował się w działalność wydawnictwa ZKE, tłumacząc dla tej instytucji na język polski klasyczne pozycje literatury ewangelikalnej.
W 1955 roku przeprowadził się do Bielska-Białej. Przez kilka lat pracował w szkole muzycznej, następnie z powodu choroby serca przeszedł na rentę inwalidzką. Po przejściu na emeryturę poświęcił się pracy przekładowej. Dokonywał przekładów głównie z języka angielskiego. Niektóre książki ukazywały się w formie serii, np. Szkice Biblijne (18 tomów) i Poznaj Biblię (18 tomów). Brał udział w przygotowaniu śpiewników nutowych. Dzięki jego zabiegom ZKE wydał więcej książek niż jakikolwiek inny Kościół protestancki w okresie Polski Ludowej. Był również tłumaczem gości zagranicznych, tłumaczył z angielskiego i niemieckiego.
Był szeroko zapraszanym kaznodzieją i angażował się ekumenicznie. Poza ZKE Słowem Bożym usługiwał m.in. w zborach luterańskich i baptystycznych, a pod koniec życia także w kościele katolickim.
Zmarł 11 lipca 1976.

## Upamiętnienie
Jego postać upamiętnia książka Tadeusza Żądło pt. Józef Prower. Człowiek rzeczy wielkich, niedocenianych i niezauważanych przez innych (Wydawnictwo Idea, Bielsko-Biała 2007, ISBN 978-83-901362-7-1) oraz specjalna strona internetowa.